# 小暮智一
小暮 智一（こぐれ ともかず、1926年6月10日 - 2025年5月22日）は、日本の天文学者。専門は天体物理学、天体分光学。京都大学名誉教授。美星天文台名誉台長。第35代日本天文学会理事長。群馬県桐生市出身。

## 経歴・人物
1926年群馬県桐生市生まれ。父は開業医。9人兄弟。桐生市立昭和尋常高等小学校、旧制・群馬県立桐生中学校、旧制・浦和高等学校（理科甲類）を経て、1950年に京都大学理学部（宇宙物理学専攻）を卒業。数少ない同期の一人に寿岳潤がいた。大学卒業後、大阪市立高校で数学、京都府立高校で地学の高等学校教員を務める。
1961年京都大学理学部助手。1969年茨城大学理学部助教授。1969年茨城大学理学部教授。1976年京都大学理学部教授。1982年から1990年まで光学天文連絡会委員長。1989年から1991年まで日本天文学会理事長。1990年京都大学定年退官、名誉教授。1993年美星天文台台長。2000年美星天文台退職、名誉台長。
2025年5月22日、肺炎のため死去。98歳没。同月29日に訃報が発表された。

## 略歴
- 1926年 群馬県桐生市生まれ
- 1939年 桐生市立昭和尋常高等小学校 卒業
- 1944年 旧制 群馬県立桐生中学校 卒業
- 1947年 旧制 浦和高等学校（理科甲類）卒業
- 1950年 京都大学理学部 卒業
- 1961年 京都大学理学部 助手
- 1969年 茨城大学理学部 助教授
- 1969年 茨城大学理学部 教授
- 1976年 京都大学理学部 教授
- 1982年 - 1990年 光学天文連絡会 委員長
- 1989年 - 1991年 日本天文学会 理事長
- 1990年 京都大学定年退官、名誉教授
- 1993年 美星天文台 台長
- 2000年 美星天文台退職、名誉台長

## 著書
- 『現代天文学史 - 天体物理学の源流と開拓者たち』 京都大学学術出版会 2015年12月
- 『星間物理学』 ごとう書房 1994年10月
- 『輝線星概論』 ごとう書房 2002年1月

など